# Тарангул (озеро)
Тарангул или Таранко́ль (Малый Тарангул, Торангылык; каз. Тораңғылық, Кіші Тораңғыл) — солёное озеро в районе Шал Акына Северо-Казахстанской области Казахстана. На берегу озера находятся сёла Новопокровка и Белоглинка. В озеро впадает ручей Бурля.
По данным топографической съёмки 1940-х годов, площадь поверхности озера составляет 25,47 км². Наибольшая длина озера — 6,4 км, наибольшая ширина — 5 км. Длина береговой линии составляет 18,4 км, развитие береговой линии — 1,02. Озеро расположено на высоте 179,2 м над уровнем моря.
По данным обследования 1957 года, площадь поверхности озера составляет 25,7 км². Максимальная глубина — 4,98 м, объём водной массы — 88,8 млн м³, общая площадь водосбора — 970 км².
Берег песчаный и ровный. Дно озера в основном ровное, толщина осадка 0,1 — 0,3 м. Содержание минеральных веществ составляет от 2,5 до 8 г/л. Богато водорослями (найдено 52 вида), есть 19 видов рыб.
Озеро входит в перечень рыбохозяйственных водоёмов местного значения. Имеется озёрно-товарное рыбоводное хозяйство. Вода используется для хозяйственных нужд.